# Sharia4Belgium
Sharia4Belgium (Arabisch: الشريعة من أجل بلجيكا) was een radicale moslimorganisatie, opgericht op 3 maart 2010 en ontbonden op 7 oktober 2012. De oprichtingsdatum was gelinkt aan de dag waarop het Ottomaanse Kalifaat werd afgeschaft. Ze was actief in België en Nederland en veroorzaakte veel ophef door extremistische standpunten over de rol van de islam in de samenleving en het oproepen tot haat tegen andersdenkende moslims en niet-moslims. Ook speelde de organisatie een belangrijke rol in het verspreiden van jihadistisch-salafistisch gedachtegoed in Vlaanderen, vooral in Antwerpen. Sharia4Belgium verwierp de democratie en riep op om van België een islamitische staat te maken. Woordvoerder Fouad Belkacem, alias Abou Imran, heeft meermaals controversiële uitspraken gedaan. Zo predikte hij de doodstraf voor holebi's en verklaarde te hebben gebeden voor Osama bin Laden.
Een van de eerste publieke acties van de organisatie was het verstoren van een lezing van Benno Barnard aan de Universiteit Antwerpen in 2010. Begin april 2010 liet minister van Binnenlandse Zaken Annemie Turtelboom de website van de organisatie volgen, waarop de site de volgende dagen door de provider offline werd gehaald. De organisatie noemde in 2011 de dood van Vlaams Belang-politica Marie-Rose Morel een straf van God. Ook Bart De Wever, Filip Dewinter en Geert Wilders mogen volgens Sharia4Belgium consequenties verwachten als ze geen berouw tonen. Defensieminister Pieter De Crem werd op internet met de dood bedreigd wegens de Belgische deelname aan Operatie Odyssey Dawn in Libië.
In 2011 moest Sharia4Belgium voor de correctionele rechtbank verschijnen voor het aanzetten tot haat, maar werd als organisatie niet veroordeeld. De Unie van moslims in België heeft afstand genomen van de uitspraken van Abou Imran en beschouwt Sharia4Belgium niet als representatief voor de moslims. Op 7 oktober 2012 kondigde de organisatie aan op hun website dat ze zichzelf zullen ontbinden. In april 2013 deed justitie huiszoeking bij een aantal leden die werden verdacht van het ronselen van Syriëstrijders. Sharia4Belgium-lid Houssien Elouassaki uit Vilvoorde werd gelinkt aan een onthoofding in Syrië, maar de correctionele rechtbank van Antwerpen vond geen bewijzen voor zijn betrokkenheid. Zelf kwam hij in september 2013 om het leven, mogelijk door toedoen van zijn kameraden. In juli 2013 werd de dood al gemeld van Nourredine Abouallal, alias Abu Mujahid, die na de opsluiting van Belkacem in 2012 enige tijd woordvoerder was van Sharia4Belgium.
In februari 2015 werd Fouad Belkacem veroordeeld tot twaalf jaar gevangenisstraf waarbij de Antwerpse correctionele rechtbank oordeelde dat Sharia4Belgium een terroristische organisatie is. In januari 2016 werd deze beslissing bekrachtigd door het Antwerpse hof van beroep die oordeelde dat de organisatie zich specifiek tot jongeren richtte om hen te indoctrineren met jihadistisch-salafistisch gedachtegoed ter voorbereiding op een vertrek naar Syrië.